# ФК Апоел Ирони Кирят Шмона
ФК Апоел Ирони Кирят Шмона (на иврит: מועדון כדורגל הפועל עירוני קרית שמונה; на английски: Hapoel Ironi Kiryat Shmona Football Club) е израелски футболен клуб от град Кирят Шмона. Клубът понастоящем се състезава в израелската Суперлига и играе своите мачове на стадион „Муниципал Стейдиъм Кирят Шмона“ (в превод „Общински стадион Кирят Шмона“). През сезон 2011/12 печели първата си шампионска титла по футбол на Израел в своята кратка история.

## История
Клубът е основан през 2000 г. при сливането на третодивизионния „Апоел Кирят Шмона“ и четвъртодивизионния „Макаби Кирят Шмона“, като заема мястото на „Апоел Кирят Шмона“ и продължава участието си в Лига Алеф (трето ниво на израелския футбол). Сливането на двата клуба става по инициатива на бизнесмена Изи Шерацки, който става собственик и президент на новосформирания клуб, а компанията му „Ituran Location and Control Ltd.“ става официален спонсор на отбора.
През 2002/03 завършват на второ място и се изкачват в „Лига Леумит“. В първия си сезон във втория ешелон на израелския футбол пропуска промоция, като отстъпва на Апоел Назарет само по голова разлика. През сезон 2005/06 завършват на трето място, а през следващия сезон 2006/07 печели титлата и промоция за израелската Висша лига, като се превръщат в първия клуб от малкия град, който се състезава в най-високото ниво на израелския футбол.
През първия си сезон във Висшата лига завършват на трето място и се класират в турнира за Купата на УЕФА. Срещите си от европейските клубни турнири играе на стадион „Кирят Елиезер“ в град Хайфа. В първия предварителен кръг отстранява с общ резултат 4:1 черногорския Могрен, но във втория кръг губи от Литекс (Ловеч) след нулево равенство в Ловеч и загуба с 1:2 в Хайфа.
През 2008/09 клубът завършва на последното място и изпада в „Лига Леумит“, но още през следващия сезон отново печелят промоция за Висшата лига.
На 2 април 2012 г., пет кръга преди края, Апоел Ирони печели своята първа шампионска титла и става 13-ият клуб станал шампионата на страната, а Кирят Шмона става четвъртият град, чийто клуб печели шампионската титла след Тел Авив, Ерусалим и Хайфа.

## Успехи
- Висша лига на Израел
  -  Шампион (1): 2011/12

- Купа на Израел
  -  Носител (1): 2013/14

- Тото къп
  -  Носител (2): 2010/11, 2011/12

- Суперкупа на Израел
  -  Носител (1): 2015

## Български футболисти
- Тодор Велев: 2009 - (14 мача - 1 гол)